# Bylica miotłowa
Bylica miotłowa (Artemisia scoparia Waldst. & Kit.) – gatunek roślin z rodziny astrowatych. Występuje w niemal w całej Eurazji z wyjątkiem zachodnich i północnych krańców Europy oraz północno-wschodnich i południowych krańców Azji. Rośnie też w północno-wschodniej Afryce w Egipcie. Jako introdukowany obecny jest w Wielkiej Brytanii, na Archipelagu Malajskim, Półwyspie Indochińskim oraz w stanie Maryland w Ameryce Północnej. W Polsce uznawana jest za gatunek rodzimy na Lubelszczyźnie i wzdłuż środkowej i dolnej doliny Wisły. Poza tym występuje jako gatunek zawlekany na rozproszonych stanowiskach w całym kraju. Gatunek ekspansywny.

## Morfologia

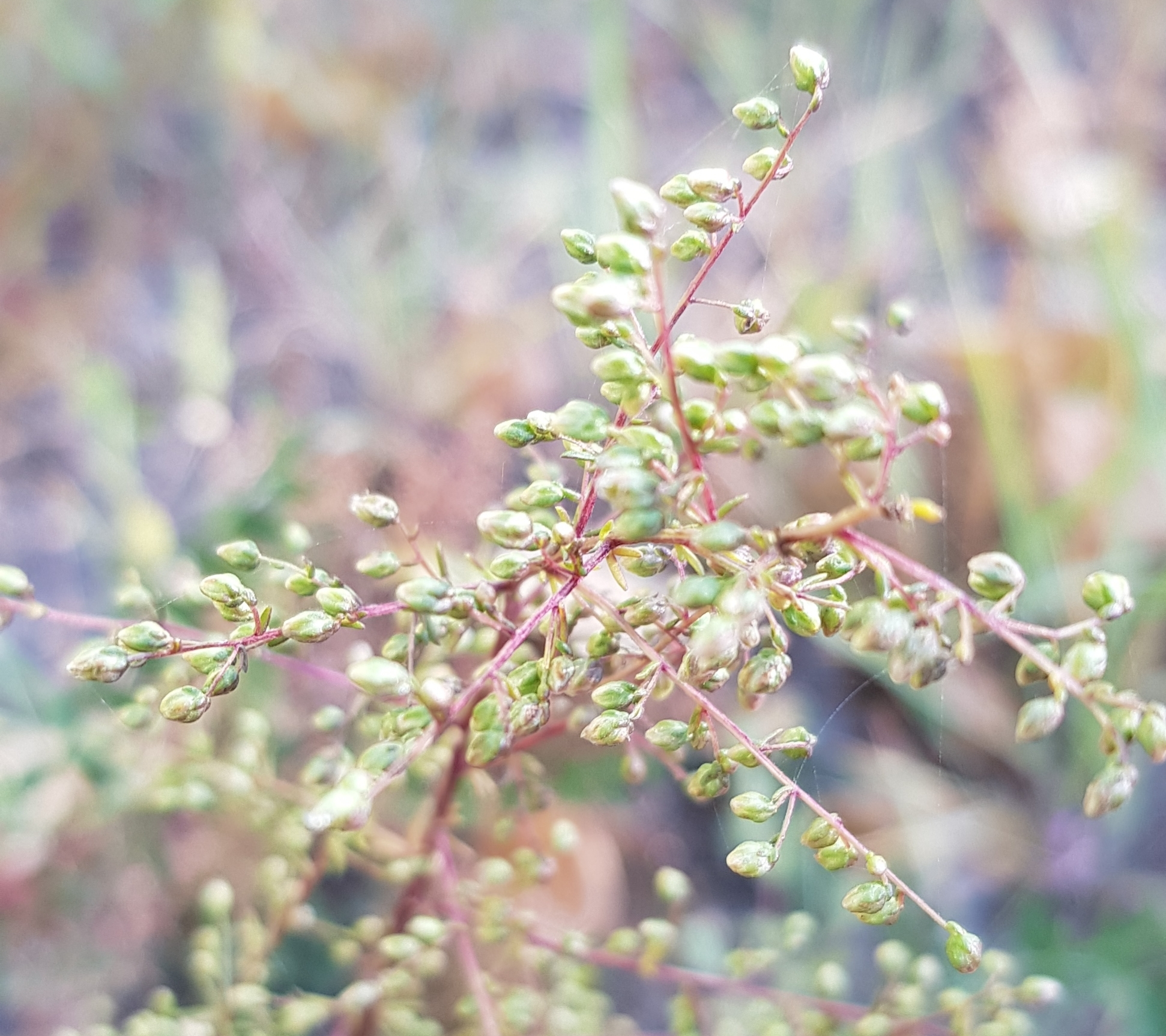
Koszyczki

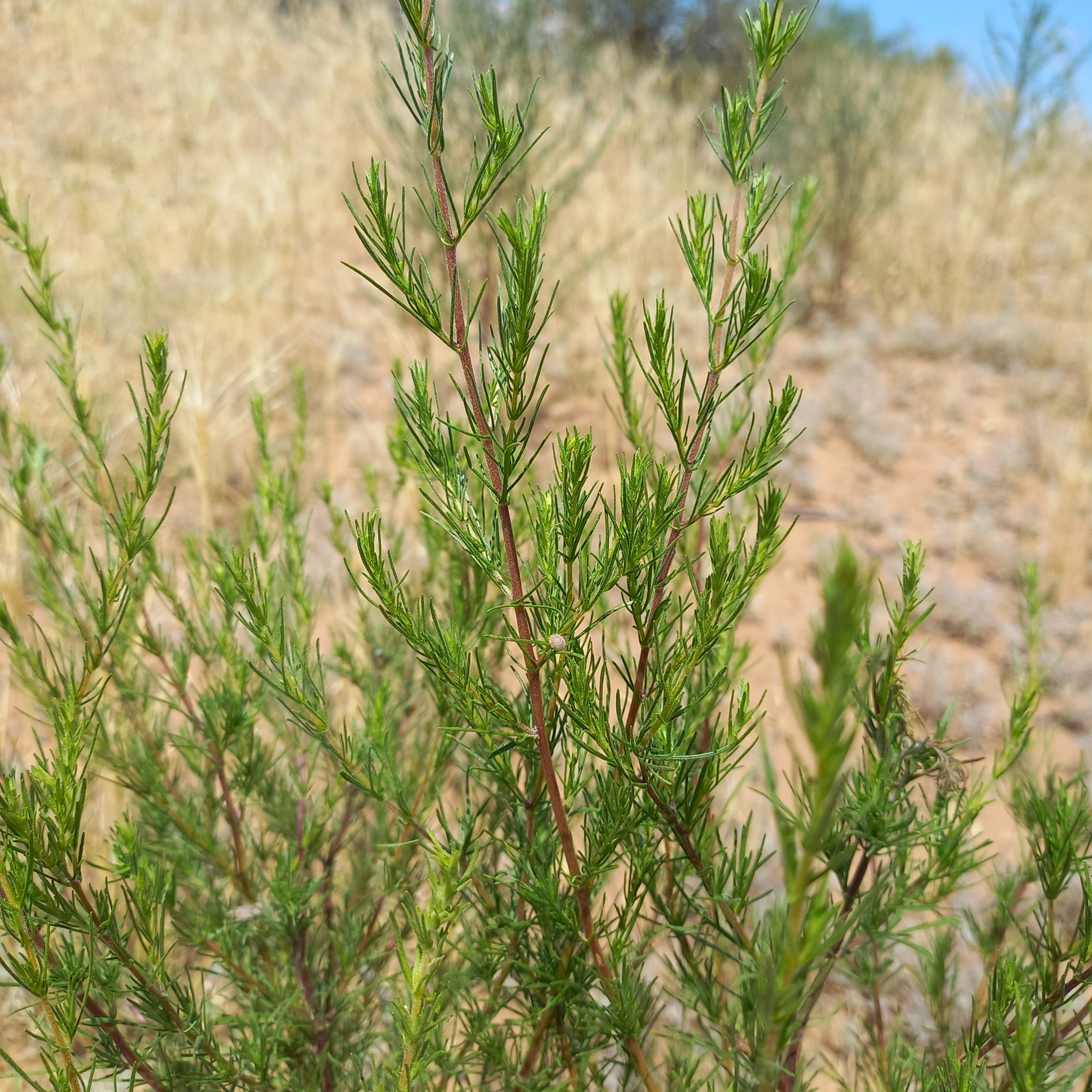
Liście

PokrójRoślina zielna z cienkim, wrzecionowatym korzeniem i jedną, dwiema lub trzema, sztywno wzniesionymi łodygami osiągającymi od 30 do 60 cm, rzadko do 80 cm wysokości. Młode łodygi są owłosione, później łysieją. Zwykle są purpurowobrunatne i rozgałęziają się od nasady.
LiścieDolne liście ogonkowe, dwu- i trzykrotnie pierzastosieczne, zasychają w czasie kwitnienia. Środkowe i wyższe liście siedzące, podwójnie lub pojedynczo pierzastosieczne, najwyższe są niepodzielone. Odcinki liści są nitkowate, osiągają 1 mm szerokości i 5–15 mm długości. Młode liście są szaro jedwabiście owłosione, z wiekiem łysieją od góry, czasem też od spodu.
KwiatyZebrane w kulistawe, osadzone na krótkich szypułkach, wzniesione lub zwisające koszyczki o średnicy ok. 2 mm. Koszyczki tworzą wiechowaty kwiatostan złożony. Okrywę koszyczka tworzą listki obłonione, nagie, lancetowate do jajowatych. Kwiaty są bardzo nieliczne, o czerwonawych koronach. Brzeżne kwiaty są żeńskie i płodne, środkowe obupłciowe i płonne.
OwoceDrobne niełupki długości 0,4 do 0,7 mm i szerokości do 0,4 mm, walcowate, zielonobrunatne, podłużnie pomarszczone.
Gatunki podobneNajczęściej mylona jest z bylicą polną Artemisia campestris, która ma podobne liście i koszyczki, ale jest byliną o drewniejącym kłączu, ma pędy często w dole pokładające się. Inne roczne bylice w Europie Środkowej mają szersze odcinki liści i większe koszyczki.

## Biologia i ekologia
Roślina jednoroczna i dwuletnia. Kwitnie od lipca do października. Rośnie na piaskach nadrzecznych, a jako gatunek zawlekany zwykle na siedliskach ruderalnych, polach i ubogich pastwiskach.